# Les Sorcières de Salem (film)
Pour les articles homonymes, voir Les Sorcières de Salem, The Crucible et Salem.
Pour plus de détails, voir Fiche technique et Distribution.
Les Sorcières de Salem est un film de procès franco-est-allemand réalisé par Raymond Rouleau et sorti en 1957.
Le film se déroule au XVIIe siècle, dans le petit village de Salem dans le Massachusetts. Pour se venger de sa maîtresse Elisabeth Proctor qui l'a renvoyée à cause de la relation adultère qu'elle avait avec son époux, la servante Abigail Williams se livre à la sorcellerie. Arrêtée, elle prétend être une victime et la cour de justice formée à cette occasion va alors envoyer à la potence toutes les personnes dénoncées comme sorcières par les jeunes filles qu'Abigail a eu le temps de mettre en son pouvoir.
Il relate le procès en sorcellerie qui eut lieu dans cette ville de Nouvelle-Angleterre en 1692. Il est librement inspiré de la pièce homonyme du dramaturge américain Arthur Miller, qui utilisait les faits historiques décrits pour dépeindre une allégorie du maccarthisme.
Ce film marque la deuxième des quatre coproductions cinématographiques entre la France et l'Allemagne de l'Est à la fin des années 1950.

## Synopsis
En 1692 à Salem, John Proctor est un fermier jouissant d'une aura dans la petite communauté puritaine par son opposition à l'extension des terres des riches propriétaires dont le révérend Paris et Thomas Putnam au détriment des plus pauvres. Néanmoins, son couple bat de l'aile depuis que sa femme pieuse et malade, Elizabeth, lui refuse le lit conjugal depuis plusieurs mois ce qui a poussé John a cédé aux avances d'Abigail Williams, leur bonne. Une nuit, Elizabeth les surprend et demande à Abigail de partir ce que John approuve, craignant la damnation. Abigail décide de se venger et se tourne vers Tituba, une esclave adepte du vaudou. Une nuit, le révérend Paris la surprend ainsi que d'autres filles de Salem en train de s'adonner à un Sabbat. Abigail et les autres expliquent qu'elles ont été ensorcelées et un procès s'ouvre supervisé par le député gouverneur Thomas Danforth pour découvrir les sorciers.
La parole d'Abigail, poussée par les autres filles qu'elle a endoctriné, fait office de bonne foi et la paranoia gagne toute la ville : de nombreuses femmes sont accusées sans réels fondements mais John, qui a également surpris les filles dont son autre bonne, Mary, lors du Sabbat, a bien compris qu'il ne s'agissait que d'une vengeance personnelle. Lorsqu'Abigail désigne Elizabeth comme sorcière, John demande à Mary de témoigner ce que la bonne consent à faire mais ne va pas jusqu'au bout lorsqu'elle se retrouve face à Abigail. John, par amour de sa femme, révèle devant l'assemblée son concubinage mais rien n'y fait et il est à son tour, accusé d'être un sorcier et emprisonné.
Le procès permet aux riches de s'approprier les terres des accusés mais la situation échappe à leur contrôle et Putnam est accusé par sa propre fille d'être un sorcier. En colère, les habitants décident de prévenir le gouverneur de Boston pour que le procès soit requalifié en procès classique car même après quatre mois sous la torture, les trois derniers accusés dont John clame toujours leur innocence. Malgré tout, Danforth s'obstine et déclare qu'ils seront pendus à moins d'avouer. Abigail ayant obtenu sa vengeance, elle confronte John pour signer des aveux et qu'il parte avec elle. John se décide à signer mais découvrant que sa femme est enceinte et que ses aveux permettraient aux riches de passer sous silence leur agissements face à la révolte grondante, il refuse. Sur le point d'être pendu avec les autres, Abigail avoue qu'elle a tout inventé pour sauver John mais rien n'y fait. Elle ouvre les portes du fort et les habitants ne peuvent que constater la mort des trois accusés. 
La foule s'en prend à Danforth et menace de pendre Abigail mais Elizabeth s'y oppose. Les habitants emmènent les trois corps tandis que le gouverneur de Boston arrive au loin. 

## Fiche technique
- Titre original : Les Sorcières de Salem
- Titre allemand : Die Hexen von Salem
- Réalisation : Raymond Rouleau
- Assistants à la réalisation : Gérard Renateau, Paul Nuyttens, Ruth Fischer
- Scénario : Jean-Paul Sartre, adapté de la pièce d'Arthur Miller, Les Sorcières de Salem (The Crucible, 1952)
- Dialogues : Jean-Paul Sartre
- Décors : René Moulaert
- Costumes : Lila De Nobili, Lydia Fiege
- Coiffures : Alex Archambault, Bernhard Katisch
- Photographie : Claude Renoir, Louis Stein
- Son : Antoine Petitjean
- Montage : Marguerite Renoir
- Musique : Hanns Eisler[1],[2],[3]. Avec l’Orchestre sous la direction de Georges Delerue.
- Photographe de plateau : Roger Corbeau
- Producteur : Raymond Borderie
- Directeurs de production : Charles Borderie, Robert Bossis, Richard Brandt
- Sociétés de production : Films Borderie (France), CICC (Compagnie Industrielle et Commerciale Cinématographique, France), Pathé Cinéma (France), DEFA (Deutsche Film AG)
- Sociétés de distribution : Pathé (France), Les Acacias (France)
- Pays d'origine : France, Allemagne de l'Est
- Langue originale : français, allemand
- Format : 35 mm — noir et blanc — 1,37:1 — son monophonique
- Genre : drame historique
- Durée : 157 minutes
- Date de sortie : France 26 avril 1957 aux cinémas Français, Marignan.
- (fr) Classifications CNC : tous publics, Art et Essai (visa d'exploitation no 18688 délivré le 26 avril 1957)
- Affiche : André Bertrand (France)

## Distribution
- Simone Signoret : Elisabeth Proctor
- Yves Montand : John Proctor
- Mylène Demongeot : Abigail Williams
- Alfred Adam : Thomas Putnam
- Raymond Rouleau : le député-gouverneur Thomas Danforth
- Pierre Larquey : Francis Nurse
- Jean Debucourt : le révérend Paris
- Jean Gaven : Peter Corey
- Jeanne Fusier-Gir : Martha Corey
- Françoise Lugagne : Jane Putnam
- Marguerite Coutan-Lambert : Rebecca Nurse
- Aribert Grimmer (VF : Georges Aminel) : Giles Corey
- Pascale Petit : Mary Warren
- Yves Brainville : le révérend Hale
- Michel Piccoli : James Putnam
- Alexandre Rignault : Willard
- Gerd Michael Henneberg : Herrick
- Jean Riveyre : Gilchrist, membre de la délégation auprès du gouverneur
- Darling Legitimus : Tituba, la servante du révérend Parris
- Gérard Darrieu : Ezchiel Cheever
- Pâquerette : Sarah Good
- François Joux : le juge Hathorne
- Chantale Gozzi : Fancy
- Véronique Nordey : Mercy Lewis
- Christiane Férez : Betty Parris
- Jean Amadou : Charlie Corey
- Maritza Tchapanian : Ann Putnam
- Werner Segtrop : le tambourinaire
- François Darbon : Nathan
- Christian Lude : Barnsteaple, membre de la délégation auprès du gouverneur
- Lucien Guervil : Corbett, membre de la délégation auprès du gouverneur
- Ursula Korbs : Wollt
- Sabine Thalbach : Kitty
- Hans Klering : Field, le boutiquier
- Raymond Pierson : un soldat
- Jacques Jeannet : un habitant de Salem

## Production
Les Sorcières de Salem est la deuxième des quatre coproductions qu'ont menées à bien la France et l'Allemagne de l'Est à la fin des années 1950. Cette coopération culturelle a vu le jour à la suite de la déstalinisation entreprise en février 1956 lors du XXe congrès du Parti communiste de l'Union soviétique. À travers l'histoire des sorcières de Salem, le film est une dénonciation du maccarthysme qui avait cours aux États-Unis.
Le studio d'état de la République démocratique allemande, la Deutsche Film AG, a également coproduit avec la France Les Aventures de Till l'Espiègle en 1956, Les Misérables en 1958 et Les Arrivistes en 1960. Après quoi, la RDA a décidé de cesser toute coopération. Une des raisons invoquées par Alexander Abusch, ministre de la culture de 1958 à 1962, était que la RDA ne se trouvait pas suffisamment représentée idéologiquement dans ces œuvres dans lesquelles elle avait dû faire trop de concessions à une définition artistique bourgeoise et réactionnaire. Peu de temps après, en août 1961, était érigé le Mur de Berlin.

### Tournage
- Intérieurs : Studios de Babelsberg à Potsdam (Allemagne de l’Est), Studios Francoeur (France)[Note 1].
- Premiers jours de tournage — Simone Signoret[5] : « Pour le tournage des Sorcières, c'est une armée de Français qui investit la Gasthaus[Note 2]. Toute la maison était à nous. Nous, ça voulait dire[Note 3] : Claude Renoir, le chef opérateur, et son équipe ; Mylène Demongeot qui reprenait au cinéma le rôle de Courcel[Note 4] ; Alex, pour nos cheveux et nos barbes à tous, mais pas de maquilleurs : Raymond, Lila, et Renoir nous voulaient absolument crédibles en puritains du XVIIe siècle, qui ne connaissaient ni la poudre de riz ni les faux cils. […] Les éclairages se chargeaient de nous embellir quand c'était le moment. Il y eut certains matins frileux sur les bords de la Baltique. […] On était comme on était à sept heures du matin. […] Le scénario de Sartre était un scénario sartrien, complètement fidèle à la pièce de Miller. Il avait d'ailleurs été le fruit d'une longue correspondance entre Miller et Sartre pendant le temps de la préparation. Miller n'avait toujours pas de passeport. […] Sartre n'allait pas en Amérique. Ils se parlaient donc par écrit. […] La figuration noire était fournie par des étudiants africains inscrits à l'université de Leipzig. […] La figuration blanche était fournie par les citoyens de la République démocratique allemande. Elle était nombreuse : la DEFA faisait très bien les choses. […] Des séquences prévues pour Paris, en studio, furent tournées aux studios de la DEFA. C'était plus économique, mais ça prenait du temps. Des acteurs prévus pour Paris se retrouvaient tout à coup à Babelsberg, ça avait pris du temps à organiser. Mais on ne voyait pas le temps passer parce qu'on riait énormément. Ça n'est pas indécent de rire quand on est en train de tourner une tragédie. C'est en riant beaucoup à propos des mêmes choses de la vie qu'une troupe qui tourne un film grave retrouve la gravité au moment de la donner à l'histoire qu'elle raconte. Si on ne rit pas ensemble dans un film, on ne peut pas non plus faire pleurer ensemble. »
- Mylène Demongeot écrit : "Sur le plateau, j'ai l'impression très nette que Signoret est jalouse des petites sorcières que nous sommes... Elle surveille bien que nous tournons sans un brin de maquillage, allant même un jour, et là, je parle de moi, jusqu'à cracher dans son gros tablier de toile bise et me frotter vigoureusement la figure devant tout le monde en prétextant que je me suis mis du noir sur les yeux et du fond de teint en cachette... Que je suis une tricheuse... - " Tu t'es maquillée, salope !"... Il n'y a rien sur son tablier, Mais j'en pleure tout de même d'humiliation "[6].
- Dernier jour de tournage[Note 5] — Mylène Demongeot[7] : « Dernier tour de manivelle. Nous sommes en fin de journée. Rouleau, qui est comme à l'accoutumée très énervé, vient vers moi… J'ai l’impression que maintenant, il me déteste. Il reste un quart d'heure pour faire un plan très difficile, un quart d'heure, pas une minute de plus, m'explique-t-il.
C'est un très long travelling. Je dois regarder une perche de bois qui passera lentement devant et sur laquelle il y a une croix blanche marquée au chatterton. C'est la toute fin du film. C'est censé représenter le corps de Proctor (Yves Montand) mort qu'Abigaïl découvre et regarde passer devant elle… Sa vie est finie, son échec est total. Elle a fait mourir des tas de gens pour rien…
— Tu fais ce que tu veux, me dit-il d’un ton rogue. Je ne la tournerai qu'une fois.
Piquée au vif, je mets tout mon « art » dans cette prise.
Tiens ! Je vais lui montrer !
Je deviens folle de douleur ! Et c'est mon meilleur plan du film, sans aucun doute. En tout cas, mon préféré. Rouleau est tout surpris. Il me semble me souvenir qu'il va même jusqu'à me féliciter…
Voilà. Le film est fini. Tout le monde est sur les rotules, surtout Rouleau, mais lui, maintenant, doit s'attaquer au montage. »

## Accueil

### Box office
- Nombre d’entrées à Paris : 315 504.
- Nombre d’entrées en France : 1 686 749.

### Carrière internationale du film
- Die Hexen von Salem (titre en Allemagne de l’Est) ∫ Date de sortie : 04/10/1957
- As Feiticeiras de Salem (titre au Portugal) ∫ Date de sortie : 22/01/1958
- Hexenjagd (titre en RFA) ∫ Date de sortie : 05/1958
- Salemi boszorkányok (titre en Hongrie) ∫ Date de sortie : 12/06/1958
- The Crucible (titre aux États-Unis) ∫ Date de sortie : 08/12/1958
- Häxdansen (titre en Suède) ∫ Date de sortie : 31/03/1959
- Tulikoe (titre en Finlande) ∫ Date de sortie : 27/01/1961
- Heksejagt (titre au Danemark) ∫ Date de sortie : 29/01/1962
- As Feiticeiras de Salem (titre au Brésil)
- Oi magisses tou Salem (titre en Grèce)
- Le vergini di Salem (titre en Italie)
- Czarownice z Salem (titre en Pologne)

### Controverse
Afin de ne pas porter préjudice à la nouvelle version, La Chasse aux sorcières (The Crucible) sortie en 1996 et adaptée par Arthur Miller lui-même, l'auteur aurait décidé de suspendre les droits d'exploitation de ce premier film pour une durée indéterminée.
Mais en premier lieu, il avait été dit que l’auteur de la pièce, Arthur Miller, en détenait les droits et qu’étant mécontent de l’adaptation de Sartre, il refusait de les céder. Ce ne sont que des raisons diplomatiques qui voudraient expliquer pourquoi il est encore aujourd'hui si difficile de visionner ce film.
En réalité, Arthur Miller, ulcéré par la liaison Monroe-Montand, a bloqué le film pour nuire à l'acteur (révélation faite par Mylène Demongeot, le 19 août 2009, sur Europe 1).

### Diffusion télévisée
Le film avait été diffusé le 13 avril 1967 sur la deuxième chaîne de l'ORTF dans le cadre de la deuxième émission Les Dossiers de l'écran créée par Armand Jammot et suivie d’un débat sur le sujet de La Sorcellerie à travers les siècles. Au cours du débat avec les invités de l’émission, furent abordés la démonologie, le puritanisme et l’intolérance religieuse.
Le film a été restauré et édité en DVD par Pathé le 29 mars 2017, en version 2K à partir du négatif original. Grand absent des écrans, il a enfin été diffusé par ARTE le 4 juin 2018 et reprogrammé le 2 décembre 2019 toujours en fin de soirée.

## Distinctions

### Récompenses
- Festival international du film de Karlovy Vary 1957 : prix collectif meilleurs acteur et actrices à Yves Montand, Simone Signoret et Mylène Demongeot.
- BAFTA 1958 : prix de la meilleure actrice étrangère à Simone Signoret.

### Nominations
- Festival international du film de Karlovy Vary 1957 : Raymond Rouleau nommé pour le Globe de Cristal.
- BAFTA 1958 : Mylène Demongeot nommée pour le prix de la nouvelle actrice la plus prometteuse.